# Acta Radiologica
Acta Radiologica es una revista médica revisada por pares que cubre el campo de la radiología , incluida la radiología diagnóstica e intervencionista , la radiología clínica , las investigaciones experimentales en animales y todas las demás investigaciones relacionadas con los procedimientos de imagen . Acta Radiologica es una publicación de Sage Publications en asociación con la Sociedad Nórdica de Radiología Médica, una federación de sociedades de Radiología Médica en Dinamarca, Finlandia, Islandia, Noruega y Suecia. La revista está editada por Arnulf Skjennald ( Hospital Universitario de Ullevål , Oslo, Noruega).
Acta Radiologica se estableció en 1921 y se publicó originalmente en alemán; ahora está en inglés. Fue fundado por Gösta Forssell , quien se desempeñó como editor hasta su muerte en 1950. Según Journal Citation Reports , tiene un factor de impacto de 1.603 en 2014, lo que lo ubica en el puesto 72 entre 125 revistas en la categoría " Radiología , Medicina Nuclear e Imágenes Médicas".
Ejemplos de artículos publicados incluyen:
- Revisión artículos
- Comunicaciones breves
- Notas técnicas e instrumentales.

## Métricas de revista
2022
- Web of Science Group : 1.99
- Índice h de Google Scholar: 74
- Scopus: 1.887